# Karl Melzer (Fußballspieler)
Karl Melzer (* 3. März 1926) ist ein ehemaliger deutscher Fußballspieler, der von 1949 bis 1952 in der DDR-Oberliga, der höchsten Spielklasse im DDR-Fußball, für ZSG/Stahl Altenburg aktiv war.

## Sportliche Laufbahn
Zum Kader der Zentralen Sportgemeinschaft Altenburg für die im September 1949 gestartete erste Saison der Ostzonenfußball-Liga (später DDR-Oberliga) gehörte auch der 23-jährige Mittelfeldspieler Karl Melzer. Er wurde 1949/50 in 22 Ligaspielen eingesetzt und kam dabei in den letzten beiden Begegnungen zu jeweils einem Tor. Am Saisonende musste die ZSG gegen Anker Wismar ein Entscheidungsspiel um den Klassenerhalt austragen. Beim 3:2-Sieg war Melzer nicht aufgeboten worden. Er kam auch in der DDR-Oberliga-Saison 1950/51 erst am 12. Spieltag wieder zu seinem ersten Einsatz, wurde danach aber bis zum Ende der Spielzeit in allen Punktspielen eingesetzt. Im Laufe der Saison war die ZSG in die Betriebssportgemeinschaft (BSG) Stahl Altenburg umgewandelt worden. In den 36 Oberligaspielen der Saison 1951/52 fehlte Mittelfeldspieler Melzer nur bei einer Partie, die BSG musste aber am Saisonende in die DDR-Liga absteigen. Dort wurde Melzer in der Spielzeit 1952/53 nicht mehr aufgeboten, da er mit einer langfristigen Sperre belegt worden war. Nach seinen 81 Oberligaspielen mit zwei Toren spielte er später für die BSG Motor im nahe bei Altenburg gelegenen Schmölln. Als Mannschaftskapitän erreichte er 1956 mit dieser Mannschaft den Aufstieg in die drittklassige Bezirksliga Leipzig.